# ヨクト
ヨクト（yocto, 記号:y）は国際単位系 (SI) におけるSI接頭語の一つで、以下のように基礎となる単位の 10−24 倍（= 0.000000000000000000000001 倍、一𥝱分の一）の量であることを示す。
- 1 ヨクトグラム (yg) = 10−24 グラム (g)

1991年に導入されたもので、ギリシア語で「8」を意味する οκτώ (octo) に由来する。「8」を意味する語を用いたのは、10−24 が 1000-8 だからである。"y" がついたのは、"octo" では記号が "o"（オー）になり、"0"（ゼロ）とまぎらわしいためである（ヨタも参照のこと）。
なお、ダルトン、1 Da = 1.66053906660(50) ygである。